# Oberbergamt des Saarlandes

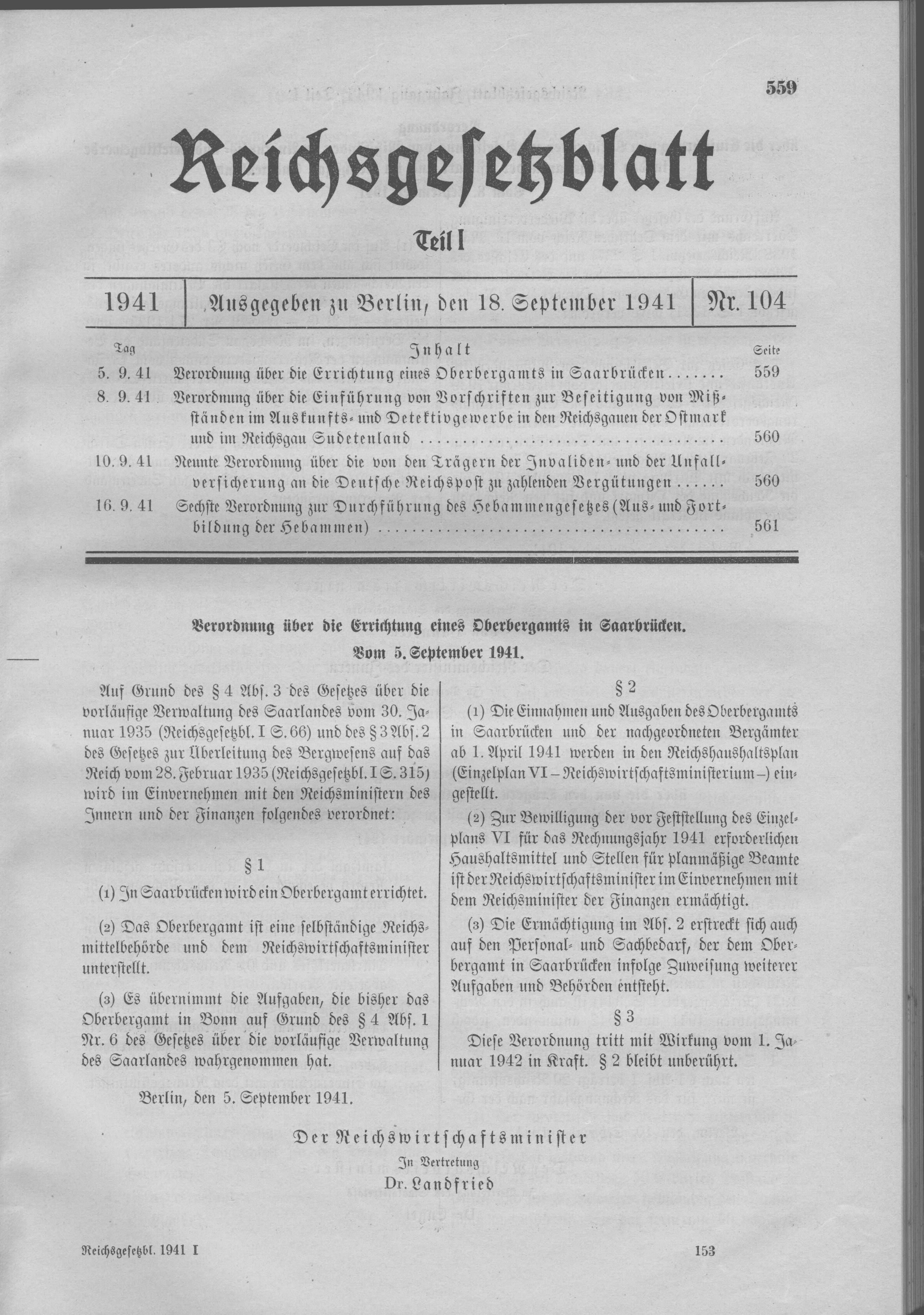
Verordnung über die Errichtung eines Oberbergamts in Saarbrücken. Vom 5. September 1941

Das Oberbergamt des Saarlandes ist die Mittlere Bergbehörde im Saarland. Das Oberbergamt hat seinen Sitz in der Gemeinde Schiffweiler.
Es ist eine nachgeordnete Behörde des saarländischen Ministeriums für Wirtschaft, Arbeit, Energie und Verkehr. Dem Oberbergamt untersteht das Bergamt Saarbrücken als Untere Bergbehörde. Ebenfalls in Saarbrücken befindet sich die ehemalige Bergwerksdirektion Saarbrücken.